# 欧米尔
欧米尔（法語：Aumur，法語發音：[omyʁ]）是法国汝拉省的一个市镇，属于多勒区，位于该省的西北部，與科多尔省接壤。

## 地理
欧米尔（47°3'31"N, 5°20'56"E）面积9.22 平方千米，位于法国勃艮第-弗朗什-孔泰大區汝拉省，该省份为法国东部内陆省份，北起上索恩省，西北接科多尔省，西临索恩-卢瓦尔省，南至安省，东与杜省和瑞士接壤。
与欧米尔接壤的市镇（或旧市镇、城区）包括：阿贝热芒拉龙斯、弗朗克索、洛讷、索恩河畔圣桑福里安、圣欧班。

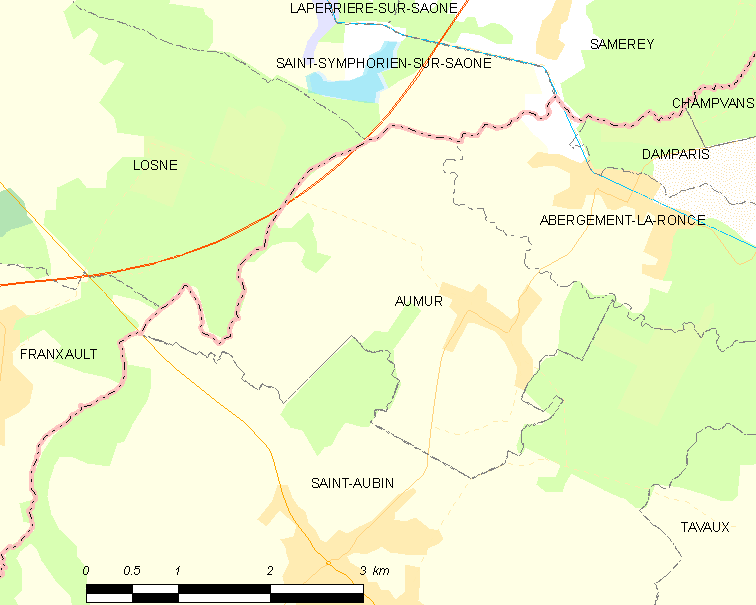
欧米尔的OSM定位图

欧米尔的时区为UTC+01:00、UTC+02:00（夏令时）。

## 行政
欧米尔的邮政编码为39410，INSEE市镇编码为39029。

## 政治
欧米尔所属的省级选区为塔沃县。

## 人口

1962-2008年间欧米尔人口变化图示

欧米尔于2022年1月1日时的人口数量为389人。